# Đát (họ)
Đát (tiếng Trung: 笪) là một họ trong tiếng Trung Quốc.
Họ Đát có quy mô nhân khẩu rất nhỏ, các nghiên cứu về họ này trong lịch sử cực kỳ ít, phần lớn các sách vở khảo chứng họ tộc đều là sai lầm. Theo gia phả họ Đát ở các nơi cho thấy, họ Đát khởi nguyên từ những năm đầu Tây Hán, phát nguyên từ Sơn Đông, Duyệt Châu. Triều Tấn di cư xuống phương nam, sinh sống ở vùng Giang Nam, ngày nay phân bố sinh sống tương đối tập trung tại Giang Tô và An Huy.

## Danh nhân trong lịch sử
- Đát Tịnh Chi, đạo sĩ, tông sư đời 26 Mao Sơn Thượng Thanh phái.
- Đát Tử Xuân, nghệ danh Nhạc Phong, đạo diễn điện ảnh Hoa ngữ thế kỷ 20.